# La Vida Locash
La Vida Locash (LVL) var ett svenskt medieföretag aktivt 2000-2017, som drevs av Tobias Hansson och var aktivt inom TV-produktion, musikmanagement och förlagsverksamhet. La Vida Locash har beskrivits som ett kreativt kollektiv med flera framgångsrika artister, manusförfattare och programledare knutna till sig. 

## Artister/Profiler
- Adrian Lux
- Lo Fi Fnk
- Kocky
- Alexis Weak
- Kakan Hermansson
- Dennis Widehammar
- Marcus Schössow

## TV-program
- Kaka På Kaka
- Locash
- This Is How I Roll
- Kakan & Julia
- Heartbeats
- Fanny & Alexander
- Andra Sidan EM
- Lyxyachten
- Tänk Till med Dewide